# Pronophila thelebina
Pronophila thelebina är en fjärilsart som beskrevs av Otto Thieme 1906. Pronophila thelebina ingår i släktet Pronophila och familjen praktfjärilar. Inga underarter finns listade i Catalogue of Life.